# روجر سيرانو
روجر سيرانو (بالإسبانية: Roger Serrano)‏ (23 يوليو 1970 في بيرو - ) هو مدرب كرة قدم ولاعب كرة قدم بيروفي في مركز الوسط. لعب مع أليانزا ليما والجامعي دي بيرو وسيينسيانو ونادي سبورتينغ كريستال وديبورتيفو مانيسيبال ‏ وCiclista Lima Association ‏ وديبورتيفو وانكا وLeón de Huánuco ‏ وسبورت بويز.

## وصلات خارجية
- روجر سيرانو على موقع قاعدة بيانات كرة القدم.إي يو (الإنجليزية)
- روجر سيرانو على موقع ناشيونال فوتبول تيمز (الإنجليزية)